# Guigo II.
Guigo II., auch Guigo der Kartäuser, (* vor 1174; † 6. April 1193) war Mönch in der Großen Kartause.

## Leben
Im Jahr 1174 wurde er zum Prior gewählt. 1180 legte er das Amt nieder. Am 6. April 1193 verstarb er im Ruf der Heiligkeit. Nach seinem Tod soll er diverse Wunder gewirkt und dadurch Pilger zur Kartause geführt haben. Um die gewohnte Ruhe im Kloster wiederherzustellen, soll ihm der damalige Prior Jancelinus verboten haben, weitere Wunder zu wirken. Weitere Einzelheiten aus dem Leben Guigos sind nicht bekannt. Bekannt wurde er durch seine Schrift Scala claustralium, in der er die im Mönchtum weit verbreitete Gebetsmethode der lectio divina beschreibt.

## Werke
- Guigo der Kartäuser: Scala Claustralium – Die Leiter der Mönche zu Gott. Eine Hinführung zur Lectio divina. Übersetzt und eingeleitet von Daniel Tibi. Verlag Traugott Bautz, Nordhausen 2008, ISBN 978-3-88309-455-7.
- Guigo der Kartäuser: Scala claustralium. (PDF; 527 kB)